# Pleșcuța
Pleșcuța falu Romániában, Erdélyben, Fehér megyében. Közigazgatásilag Alsóvidra községhez tartozik.

## Fekvése
Aranyosponor közelében fekvő település.

## Története
Pleşcuţa egyike az Erdélyi-középhegység Alsóvidrához tartozó apró, hegyoldalakon elszórtan húzódó, mócok lakta falvainak, mely korábban Aranyosponor része volt. 1956 körül vált külön településsé 138 lakossal.
1966-ban 140, 1977-ben 157, 1992-ben 137, a 2002-es népszámláláaskor 102 román lakosa volt.